# Éparchie de Baher Dar-Dessie
L'éparchie de Baher Dar - Dessie, aussi appelée diocèse de Bahir Dar - Dessie, est une circonscription de l'Église catholique éthiopienne, suffragante de l'archéparchie d'Addis-Abeba.

## Éparchie
L'éparchie catholique de Baher Dar - Dessie est fondée le 19 janvier 2015, par détachement de archéparchie d'Addis-Abeba, de laquelle elle est désormais suffragante.
En 2022, elle couvre une surface de 224 350 km2, et a la charge des âmes d'environ 17 730 fidèles pour une population totale de plus de 16 millions d'habitants.
Son siège est la cathédrale de Baher Dar (ou Bahir Dar), dans la zone administrative du même nom, et elle compte également une co-cathédrale à Dessie dans la zone administrative Debub Wollo, l'une et l'autre étant situées dans l'Amhara, en Éthiopie.

## Éparque
Depuis la fondation de l'éparchie, le 19 janvier 2015, l'éparque de Bahir Dar et Dessie est Mgr Lisane-Christos Semahun, précédemment évêque auxiliaire de l'archéparchie d'Addis-Abeba.